# قطعنامه ۶۷۳ شورای امنیت
قطعنامه ۶۷۳ شورای امنیت سازمان ملل متحد که در تاریخ ۲۴ اکتبر ۱۹۹۰ تصویب شد، سندی بین‌المللی دربارهٔ سرزمین‌های اشغالی توسط اسرائیل است. این قطعنامه طی نشست ۲۹۴۹ام با ۱۵ رای موافق، ۰ مخالف و ۰ ممتنع تصویب شد.